# Rochester Lancers 1971
Questa pagina raccoglie i dati riguardanti i Rochester Lancers nelle competizioni ufficiali della stagione 1971.

## Stagione
I Lancers, reduci dal vittorioso torneo dell'anno precedente, restano affidati all'italo-americano Salvatore De Rosa. La rosa viene rinforzata con l'acquisto del tedesco Manfred Seissler, del brasiliano Eli Durante e dell'ex nazionale italiano Adolfo Gori.
La squadra domina la Northern Division ma, alle semifinali viene sconfitto dai texani del Dallas Tornado, che poi vinceranno il torneo.

## Organigramma societario
Area direttiva
- Proprietario: Charles Schiano
- Co-proprietari : Nuri Sabuncu, Tony Pullano
- Presidente del consiglio di amministrazione: Charles Schiano
- Vice-presidente esecutivo: Nuri Sabuncu
- Tesoriere: Tony Pullano

Area tecnica
- Allenatore: Salvatore De Rosa
- Preparatore: Joe Sirianni

## Rosa
| N.     |                        | Ruolo | Calciatore                  |
| ------ | ---------------------- | ----- | --------------------------- |
| 0/1/30 | Stati Uniti (bandiera) | P     | Ron Mella                   |
| 1      | Brasile (bandiera)     | P     | Claude Campos               |
| 1      | Giamaica (bandiera)    | P     | Danville Clark              |
| 1      | Stati Uniti (bandiera) | P     | Domenico D'Alessio          |
| 1      | Inghilterra (bandiera) | P     | Dick Howard                 |
| 2      | Inghilterra (bandiera) | D     | Phil Davis                  |
| 2      | Giamaica (bandiera)    | D     | Winston Earle               |
| 3      | Scozia (bandiera)      | D     | Charlie Mitchell (capitano) |
| 4      | Italia (bandiera)      | C     | Adolfo Gori                 |
| 5      | Inghilterra (bandiera) | D     | Peter Short                 |
| 6      | Argentina (bandiera)   | C     | Francisco Escos             |
| 6      | Cipro (bandiera)       | A     | Jim Lefkos                  |
| 6/16   | Messico (bandiera)     | C     | Francisco Ulibarri          |
| 7      | Haiti (bandiera)       | A     | Edner Breton                |
| 8      | Ghana (bandiera)       | A     | Gladstone Ofori             |

| N.   |                        | Ruolo | Calciatore       |
| ---- | ---------------------- | ----- | ---------------- |
| 8/15 | Scozia (bandiera)      | C     | Dave Thomson     |
| 9    | Brasile (bandiera)     | C     | Renato Costa     |
| 9    | Germania (bandiera)    | A     | Manfred Seissler |
| 10   | Uruguay (bandiera)     | C     | Luis Marotte     |
| 10   | Ghana (bandiera)       | C     | Frank Odoi       |
| 11   | Brasile (bandiera)     | A     | Carlos Metidieri |
| 12   | Brasile (bandiera)     | A     | Eli Durante      |
| 12   | Messico (bandiera)     | C     | Carlos Hernández |
| 14   | Uruguay (bandiera)     | D     | Roberto Lonardo  |
| 14   | Cile (bandiera)        | C     | Alfredo Torres   |
| 16   | Stati Uniti (bandiera) | A     | Bobby Ketchum    |
| 17   | Brasile (bandiera)     | C     | Paulo Ferreira   |
| 18   | Brasile (bandiera)     | A     | Iris DeBrito     |
|      | Jugoslavia (bandiera)  | C     | Josip Ognjanac   |
|      | Brasile (bandiera)     | D     | Roberto Ribeiro  |